# Месопотамски поход
Месопотамски поход  је био поход на Блиском истоку током Првог светског рата. Велика Британија је кренула на овај део Османског царства и учествовала са војском углавном из Британске Индије.

## Увод
До рата у Месопотамији (модерном Ираку) дошло је готово случајно. Британија није имала интерес за тај део Османског царства. Влада Османског царства на челу са Енвер пашом је Месопотамију увек држала као последњу на листи приоритета. Биле су им много важније Кавкаска кампања и Синајска и палестинска кампања. Месопотамија је осим тога била изолована од остатка Османског царства. Радови на железници од Берлина до Багдада започели су још 1888, али 1915. путовало се од Цариграда до Багдада 21 дан, а железница је имала 4 прекида.
Британски интереси су били да се заштити рафинерија нафте у Абадану и да брани своје савезнике у региону (Персију и Кувајт). Османски интерес је био да се одржи статус кво. Кратко након почетка рата у Европи Британија је послала војску за заштиту Абадана, једне од првих светских рафинерија нафте. Британије није трошила много нафте на почетку рата, али од 1912. почела је да гради ратне бродове који користе нафту уместо угља.

## Прва година рата
Британска војска је 6. новембра 1914. напала и заузела турску тврђаву Фао Ландинг. Две недеље касније Британци су заузели и Басру. 
Главна турска армија под командом Халил паше налазила се око Багдада. Турски отпор је био јако слаб. Генерал Никсон је стигао у априлу 1915. као нови британски командант у Месопотамију. Наредио је генералу Таунсхенду да напредује до Кута или Багдада, ако то буде могуће. Таунсхенд је са малобројном војском напредовао дуж реке Тигрис и победио је неколико пута османске снаге које су му се супротставиле на том путу. Енвер паша се забринуо да би могло доћи до пада Багдада, па је послао старог немачког генерала барона фон дер Голца да преузме вођство над османском војском у Месопотамији.
Дошло је до битке код Ктесифона 1915, око 40 km јужно од Багдада. Битка је завршила неодлучено, јер су се обе стране повукле након битке. Таунсхенд се повукао до Кута и ту је учврстио своју позицију.

## Опсада Кута
Британци су направили грешку. Одлучили су да бране Кут уместо да се повуку до Басре. Кут је био изолован. Могао се бранити, али није се могао снабдети. Барон Колмар фон дер Голц је био познати војни историчар, који је написао неколико класичних књига о војним операцијама. Он је провео 12 година радећи са османском војском. Он се одлучио да стави Кут под опсаду. Направио је одбрамбене положаје око Кута. Дуж реке је утврдио положаје, тако да спречи могући покушај спасавања из Кута. Опсада Кута је трајала од 7. децембра 1915. до 29. априла 1916. Британци су три пута покушали пробој опсаде, али били су то безуспешни покушаји. После првог покушаја продора генерал Никсон је смењен и замењен генералом Лејком. Британци су имали 23.000 жртава у покушајима пробоја опсаде. Таунсхенд се предао 29. априла 1916, па је заједно са 8.000 војника завршио у османском заробљеништву. Више од половине британских војника је умрло у ратном заробљеништву услед присилног тешког рада. Барон фон дер Голц је умро изгледа од тифуса непосредно пре предаје Кута. После губитка барона Голца османска војска више није победила ни у једној бици у Месопотамији.
Британци су губитак Кута сматрали понижавајућим поразом. То је била предаја великог броја војника. Такође тај пораз је уследио након британског пораза у бици код Галипоља. Смењени су скоро сви британски команданти, који су покушали, а нису успели спасити Таунсхенда. Турци су се показали добри у држање обрамбених позиција против јачих снага.

## Повратак у Багдад
Британци никако нису могли да се помире са понижавајућим поразом код Кута, тако да је нови командант генерал Мод добио додатна појачања и додатну опрему. Шест месеци је спремао, тренирао и организовао војску. Започео је са офанзивом 13. децембра 1916. Британци су напредовали уз обе стране реке Тигрис, присиљавајући османске снаге на повлачење на бројним утврђеним позицијама дуж Тигриса. Офанзива је била методичка, организована и успешна. Британци су поново заузели Кут фебруара 1917, при томе уништавајући велики део османске војске.
До почетака марта Британци су били у предграђима Багдада. Багдадски гарнизон, који је био под командом Халил паше, покушао је да заустави Британце. Генерал Мод је успео да изманеврише турске снаге. Уништио је турску војску и заузео је турске обрамбене положаје. Халил паша се ужурбано повукао у хаосу из града. Британци су 11. марта 1917. ушли у Багдад и били су поздрављени као ослободиоци. Током нереда при повлачењу заробљено је 9.000 турских војника. Седам дана након заузимања Багдада генерал Мод је издао саопштење из Багдада „наше војске нису дошле у ваше градове и земље као освајачи или непријатељи, него као ослободиоци“.

## Крај рата
Британци су вршили нападе мањег обима на северу и истоку од Багдада, али генерал Мод је умро од колере у новембру 1917, а његов наследник генерал Вилијам Маршал је прекинуо са операцијама током зиме. Британци су наставили са офанзивом у фебруару 1918. и заузели су Кифри и Хит. Током лета 1918. снаге генерала Маршала помагале су операције у Персији. У октобру 1918. Британци су извели задњу офанзиву у бици код Шарката, у којој су страховито поразили турску војску. Халил паша и турска војска су се предали 30. октобра 1918. Британска војска је дошла и ушла у Мосул без отпора 14. новембра 1918.
Током месопотамског похода Британци су изгубили 92.000 војника. Турски губици су непознати, али зна се да су Британци заробили 45.000 Турака. Већина британских војника, који су се борили у Месопотамији били су из Индије.